# 王博文 (元朝)
王博文（1223年—1288年），字子冕，一作子勉，号西溪，元朝东鲁（今山东省）人，迁居彰德（今河南省安阳市）。
元世祖至元十八年（1281年）王博文官至燕南按察使，历任礼部尚书、大名路总管，至元二十三年（1286年）官至南台中丞。死后，谥文定。
早年就有文名，王博文和汲县王恽、渤海王旭齐名，并称“三王”。《全元文·第五册》保存他的文章八篇；《元诗选·癸集·丙集》保存他的诗作一首。《大明一统志》卷28、《元诗选·癸集·小传》记载了他的生平。